# Туристична енциклопедія Білорусі
Туристична енциклопедія Білорусі (рос. Туристская энциклопедия Беларуси) — енциклопедія російською мовою, присвячена основним визначним пам'яткам Білорусі.
У енциклопедії в алфавітному порядку поміщено близько 3 тисяч статей, зокрема про різні види туризму, туристські маршрути, основні туристські організації і фірми, історико-культурні, туристичні і спортивні об'єкти, міста, міські селища, райони, області, оздоровчі організації.
В неї включені 176 мап всіх туристичних маршрутів, а також 134 плани міст і районів, 57 схем. У книзі також є розділи, присвячені основним видам білоруського туризму, мисливські поради, статті про туристичну інфраструктуру у всіх сусідніх з Білоруссю країнах.